# Lac au Poivre
Pour les articles homonymes, voir Poivre (homonymie) et Lac Poivre.
Le lac au Poivre est un plan d'eau douce du bassin versant de la rivière au Poivre, coulant dans le territoire non organisé de Mont-Valin, dans la municipalité régionale de comté (MRC) Le Fjord-du-Saguenay, dans la région administrative de la Saguenay-Lac-Saint-Jean, dans la province de Québec, au Canada.
La superficie du lac au Poivre est comprise dans le territoire de la zec Onatchiway. La foresterie constitue la principale activité économique du secteur. Les activités récréotouristiques arrivent en second.
Plusieurs routes forestières secondaires desservent les baies et les environs du lac au Poivre pour les besoins de la foresterie et des activités récréotouristiques,,.
La surface du lac au Poivre est habituellement gelée de la fin novembre au début avril, toutefois la circulation sécuritaire sur la glace se fait généralement de la mi-décembre à la fin mars.

## Géographie
Les principaux bassins versants voisins du lac au Poivre sont :
- Côté Nord : Rivière au Poivre, lac Pamouscachiou, rivière du Portage, réservoir Pipmuacan, lac Rouvray, rivière Vénus ;
- Côté Est : Lac Bergeron, rivière François-Paradis, rivière Jérémy, rivière aux Sables ;
- Côté Sud : Ruisseau à David, rivière de la Tête Blanche, rivière à la Hache ;
- Côté Ouest : Petite rivière de la Tête Blanche, rivière Onatchiway, rivière Shipshaw, Petit lac Onatchiway, rivière Péribonka[1].

Le lac au Poivre est situé entièrement en milieu forestier dans le territoire non organisé de Mont-Valin, dans la zec Onatchiway. Le lac au Poivre comporte une longueur de 6,2 km, une largeur maximale de 2,9 km et une altitude de 517 m. Ce plan d’eau est caractérisé par deux presqu'îles : l’une qui est rattachée à la rive Est s’étire sur 2,1 km vers le Nord-Ouest ; l’autre, rattachée à la rive Sud, s’étire vers le Nord sur 1,3 km.
L’embouchure du lac au Poivre est localisée à :
- km au Sud-Est de la route forestière R0208 ;
- 27,6 km au Sud-Est du barrage du lac Pamouscachiou (réservoir Pipmuacan) ;
- 7,0 km au Nord-Est de l’embouchure de la rivière au Poivre (confluence avec le lac Louise qui est traversé par la rivière Onatchiway) ;
- 13,6 km au Nord-Est de l’embouchure de la rivière Onatchiway (confluence avec le Petit lac Onatchiway) ;
- 27,4 km au Nord du barrage à l’embouchure du lac Onatchiway (lequel est traversé par la rivière Shipshaw) ;
- 77,7 km au Nord du centre-ville de Saguenay[4],[1].

À partir de l’embouchure du lac au Poivre, le courant coule sur 7,4 km vers l’Ouest jusqu’au lac Louise lequel est traversé par la rivière Onatchiway. À partir de l’embouchure de la rivière au Poivre, le courant traverse le lac Louise sur 4,6 km vers l’Est, puis descend successivement la rivière Onatchiway vers le Sud-Est, emprunte la rivière Shipshaw vers le Sud, d’abord en traversant notamment le Petit lac Onatchiway, le lac Onatchiway, puis le lac La Mothe, avant de se déverser sur la rive Nord de la rivière Saguenay.

## Toponymie
La désignation toponymique « lac au Poivre » parait dans un des rapports de 1898 de l'arpenteur William Tremblay. Il y indique que la végétation environnante se caractérisait alors par l'abondance de l'épinette noire et la présence de quelques bouleaux. Un arbuste, toutefois, est probablement à l'origine de ce toponyme. Du genre Myrica (myrice ou myrique), Gallae ou Gale, il fut décrit par Pehr Kalm en 1749 et appelé par les Français d'alors poivrier – aujourd'hui myrique baumier –, à cause de la senteur caractéristique qu'il dégage. Cet arbuste qui pousse en abondance dans les terres basses et humides a des chatons servant à faire de la teinture jaune, comme le notait Kalm, lorsqu'il se trouvait à Cap-aux-Oies, en Charlevoix.
Le toponyme « lac au Poivre » a été officialisé le 5 décembre 1968 par la Commission de toponymie du Québec.